# Peaches (duo)
Pour les articles homonymes, voir Peaches.
Peaches était un duo musical suédois, actif de 2000 à 2005. 
Peaches a été formé lorsque deux jeunes filles se sont rencontrées durant une audition. Tåve Wanning (née le 23 mars 1992) avait 8 ans lorsque le duo a été créé et Isabelle Erkendal (née le 23 juin 1989) en avait 11. Isabelle avait un passé dans la chanson, ayant enregistré un single auparavant. Tåve était une danseuse, ayant déjà atteint la première place en compétition nationale. Elles se sont arrangées pour trouver une compagnie d'enregistrement et ont trouvé un producteur et des paroliers, et ont travaillé avec Johan Fjellström d' Empire Music Production.
Leur premier single Rosa Helikopter (Hélicoptère Rose) fut un succès, disque d'or en Suède et disque de platine en Norvège. Elles enregistrèrent par la suite d'autres titres, mais qui n'ont jamais rencontré un tel succès. Depuis 2005, le duo s'est séparé, et les deux filles continuent leurs carrières respectives chacune de leur côté.
Isabelle Erkendal est maintenant membre du duo West End Girls, un groupe pop avec des reprises par Pet Shop Boys.

## Discographie
- Rosa Helikopter (2001)
- Tomten jag vill ha en riktig jul (2002)
- Fritt fall (2003)
- Daddy Cool (2004)